# Archivio Notarile di Firenze
Il palazzo dell''Archivio Notarile di Firenze è situato tra via dell'Oriuolo 28, via Folco Portinari e piazza di Santa Maria Nuova, nel centro storico di Firenze.

## Storia e descrizione

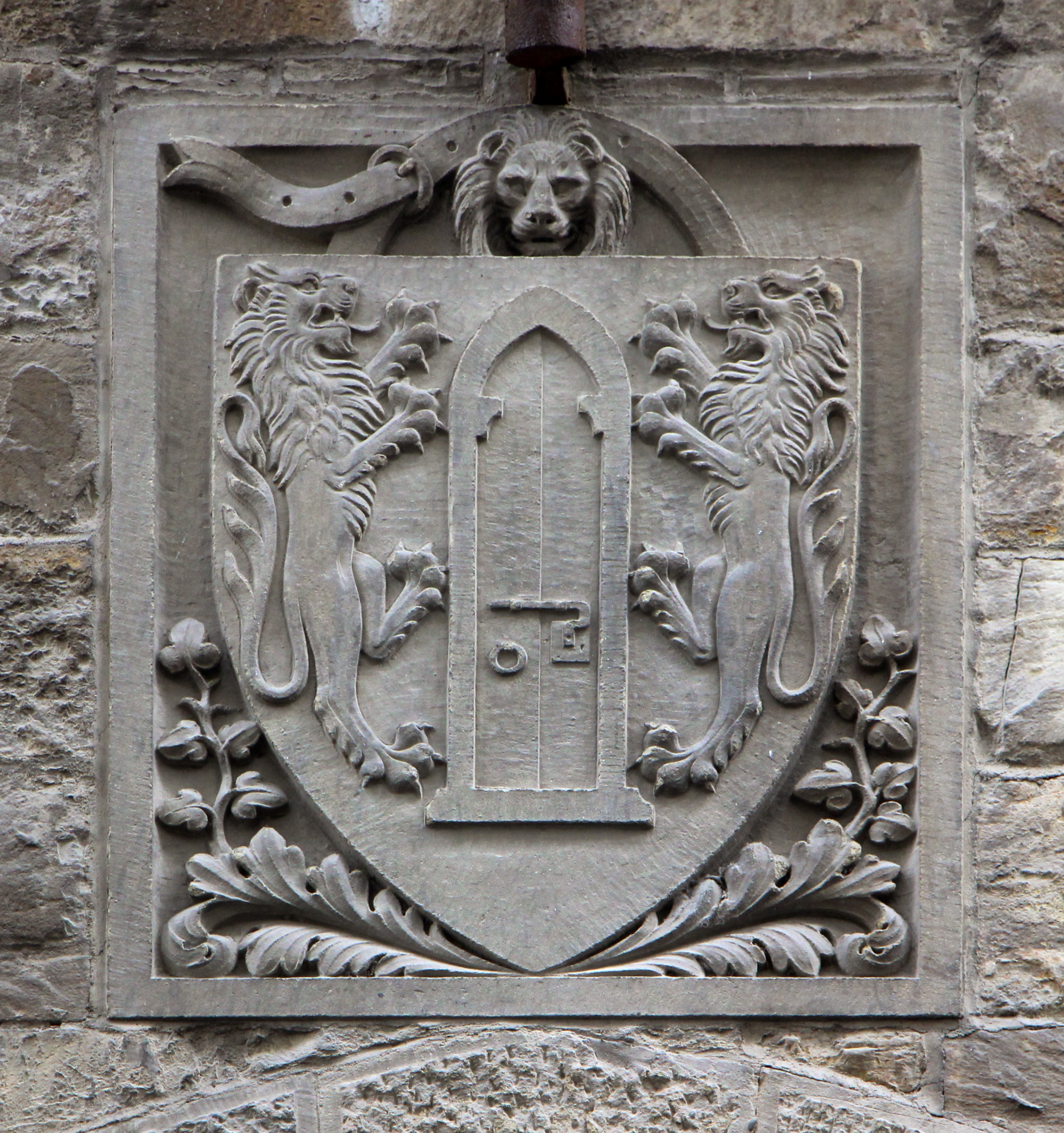
Stemma Portinari sulla facciata

L'Archivio notarile occupa un lungo edificio che determina tutto il leto orientale di via Folco Portinari, con un fabbricato per l'ingresso e gli uffici su via dell'Oriuolo. Quest'ultimo è un edificio sorto a occupare un'area già segnata dalle case della famiglia Albertinelli e quindi di pertinenza del monastero delle Oblate, acquisito nel 1884 dall'Archivio Storico Notarile e nei primi decenni del Novecento radicalmente ridisegnato in forme neogotiche, con grave danno per le memorie storiche e artistiche che qui si conservavano: Carocci parlò di affreschi riferiti da Gaetano Milanesi a Niccolò Gerini, tuttora esistenti negli uffici dell'Archivio, che vennero restaurati da Gaetano Bianchi e più recentemente sono stati riferiti a Pietro Nelli. Il fronte su via dell'Oriuolo si presenta interamente in bozze di pietra variamente lavorate, al piano terreno con una successione di cinque fornici ad arco ribassato affiancati da buche pontaie provviste di vistose mensole. Al primo piano sono altrettante finestre con bifore ad archetti a sesto acuto. Negli spazi interni permangono alcune testimonianze storiche e artistiche riconducibili alla dimensione trecentesca dell'edificio. 
Dietro questo fabbricato corre la grande aula un tempo occupata dalla corsia ospedaliera del nucleo originario dell'arcispedale di Santa Maria Nuova fondato da Folco Portinari, poi destinato a corsia delle donne (col nome di "stanzone di San Matteo") quando venne ampliato sull'altro lato della piazza di Santa Maria Nuova. Essendo l'originario accesso principale a questo corpo di fabbrica dal lato della piazza, il fianco su via Portinari si presenta come alta e continua muratura intonacata, segnata da alcune memorie e da una immagine sacra. L'insieme fu oggetto di un complesso intervento di restauro e risistemazione nel 1884, nel momento in cui l'ambiente fu destinato ad accogliere l'Archivio Notarile già conservato in Orsanmichele, intervento che in buona sostanza definì l'aspetto tuttora esistente. 
Per quanto riguarda invece la vicenda conservativa della struttura si segnala l'intervento di restauro alle coperture e al prospetto di via Folco Portinari effettuato nel 1988 e, per quanto riguarda il più breve fronte su piazza di Santa Maria Nuova, tra il 1996 e il 1997. 
Ancora oggi il fabbricato ospita l'Archivio notarile distrettuale di Firenze (sotto il Ministero di Grazia e Giustizia).

### Tabernacoli e lapidi
Circa a metà della muratura è un notevole tabernacolo con una Madonna con il Bambino benedicente attribuita a Matteo Rosselli, l'insieme restaurato nel 2006 per interessamento di Alberto Bruschi, come ricorda una iscrizione posta al di sotto della nicchia. 
| IN MEMORIA DI ALBERTINA BRVSCHI 11 FEBBRAIO 1882 - FIRENZE - 6 APRILE 1906 NEL CENTENARIO DELLA MORTE IL PRONIPOTE ALBERTO CON LA FIGLIA CANDIDA QVESTA SACRA EDICOLA VOLLE RESTAVRATA E RESTITVITA ALLA PVBBLICA DEVOZIONE |

La cornice in pietra era segnata in alto da uno scudo con l'arme della famiglia senese Mattioli, mentre sulla mensola in basso ricorre tuttora la stampella, insegna dello Spedale di Santa Maria Nuova. Sotto il tabernacolo si trova anche una buca per le offerte reca l'iscrizione «Maria Mater Gratie 1721» (lacunosa ma ancora leggibile). Al di sopra del tabernacolo è una ulteriore lapide che ricorda come Cosimo II avesse reso più comodo il primitivo ospedale nominandone prefetto nel 1619 il nobile senese Giovanni Mattioli. 
| COSMVS II MAGNVS HE TRVRIAE DVX MAIORI AEGROTORVM COMMODITATI ET PIAE MVNIFICENTIAE ANNO HVMANAE SALVTIS M. DC. XVIIII IOANNES EX VETVSTA SENENSI MATTHIOLORVM STIRPE NOSO COMENIO PRAEFECTO |

La traduzione è: "Cosimo II granduca di Toscana, per il maggior beneficio degli infermi e la pia magnificenza, nell'anno della salvezza umana 1619, [nominò] Giovanni dell'anticaa stirpe senese dei Mattioli, prefetto dell'ospedale".
Procedendo oltre - sempre in direzione della piazza - è un'altra lapide datata 1785, proveniente dagli ambienti interni dell'antico ospedale e qui murata nel 1885, che ricorda sia il contributo dato da Pietro Leopoldo nel perfezionare la struttura ospedaliera, sia come questa tragga origine dalla munificenza di Folco Portinari e dalla dedizione di Monna Tessa . 
| AEDIFICIUM HOC AB EXIMIA FULCI DE PORTINARIS FLOR. CIVIS LIBERALITATE MONA TEXA EJUS FAMULA SUADENTE AEGROTANTIUM BONO OLIM EXTRUCTUM P.LEOPOLDI I.M.E.D. PROVIDENTIA PERFECIT A.S. MDCCLXXXV |

La traduzione è: «Questo edificio, un tempo costruito per il bene dei malati, grazie all'esimia generosità del cittadino fiorentino Folco Portinari e dietro consiglio della sua devota domestica monna Tessa, fu successivamente perfezionato per la provvidenza del granduca di Toscana Pietro Leopoldo I nell'anno salvifico 1785».
Oramai in prossimità della piazza sono due ulteriori lapidi identiche dei Signori Otto di Guardia e Balia che proibiscono "far brutture" nei pressi dell'ospedale: probabilmente si trovavano alle due estremità della via, ma una fu qui rimurata quando venne ristrutturato l'edificio in angolo con via dell'Oriuolo.
| I SIGRI OTTO PROIBISCONO FAR BRVTTVRE ATORNO QTO SPE DALE |

| I SIGRI OTTO PROIBISCONO FAR BRVTTVRE ATORNO QTO SPE DALE |

La trascrizione in italiano corrente è: «I Signori Otto proibiscono di sporcare attorno a questo ospedale»